# Кумари
Кумари е митично същество от непалския фолклор. Традицията датира от X век и е свързана с женските енергии шакти.
Кумари са живи богини, които притежават специални сили. Могат да лекуват болните, изпълняват конкретни желания, благославят за закрила и просперитет. Те притежават силата да правят връзка между света на живите и света на божественото.

## История
Кумари означава момиче – девица. Избират се момиченца на възраст между 4 и 5 години и ги подлагат на страховити изпитания, които да отсеят всички, освен една – следващата богиня Кумари.
Първото условие е момиченцето да е от определена каста в общността на Невари, да е абсолютно здраво и да няма никакви белези или родови петна по тялото. Следва внимателното проучване на хороскопа на детето. Ако то отговаря на специалните описания в древните книги, свещениците трябва да проверят дали детето отговаря на 32 изисквания, сред които и някои истински шокиращи.
Малкото момиченце трябва да влезе само в полутъмна стая, в която има разпръснати прясно отрязани глави на биволи и овни, кървящи и едва осветени от фенери. Истинската Кумари не трябва да показва никакъв страх. Освен това тя трябва да пренощува в храм сред статуи на дракони и змии, отново без да покаже и най-малък знак на страх.
Ако премине и през този кошмар, момиченцето ще трябва да избере предмети, принадлежали на предишната Кумари сред много поставени пред него предмети. Когато новата Кумари бъде избрана, започват сложни ежедневни ритуали, които да поддържат нейната божественост.

## Кумари днес
Из улиците на Катманду и други части на Непал има портрети на бивши и настоящи Кумари.
Mалката богиня се показва на дървения прозорец на своя дом в Катманду всеки ден в 11 часа и благославя поклонниците си. В останалото време тя стои скрита и никой не трябва да я вижда. На никой не се позволява да я снима дори, когато се показва на прозореца.